# Parc de Gazonfier
Le parc de Gazonfier est un parc urbain situé au Mans. Il est planté de Prunus, de peupliers, de Ginkgo biloba, de chênes et de cytises. De part et d'autre d'un pré, deux petits bois ont été conservés. Les entrées se font par les rues de l'Éventail, Émile Augier et Alfred de Vigny. En bas de Gazonfier, une prairie a été aménagée avec un terrain de jeux, de ballons, des tables de ping-pong et des bancs.   